# Koona
Koona este o comună rurală din departamentul Tessaoua, regiunea Maradi, Niger, cu o populație de 10.990 de locuitori (2001).